# Otavice, Ružić
Otavice so naselje na Hrvaškem, ki upravno spada pod občino Ružić Šibeniško-kninske županije.
Otavice so manjše naselje v Dalmaciji oddaljeno okoli 12 km od Drniša. Tu je svoje otroštvo preživljal hrvaški kipar Ivan Meštrović. Blizu naselja se nahaja grobnica družine Meštrović, delo velikega mojstra. V grobnico so leta 1962 prenesli tudi njegove posmrtne ostanke.

## Demografija
| Pregled števila prebivalcev po letih | Pregled števila prebivalcev po letih | Pregled števila prebivalcev po letih | Pregled števila prebivalcev po letih | Pregled števila prebivalcev po letih | Pregled števila prebivalcev po letih | Pregled števila prebivalcev po letih | Pregled števila prebivalcev po letih | Pregled števila prebivalcev po letih | Pregled števila prebivalcev po letih | Pregled števila prebivalcev po letih | Pregled števila prebivalcev po letih | Pregled števila prebivalcev po letih | Pregled števila prebivalcev po letih | Pregled števila prebivalcev po letih |
| ------------------------------------ | ------------------------------------ | ------------------------------------ | ------------------------------------ | ------------------------------------ | ------------------------------------ | ------------------------------------ | ------------------------------------ | ------------------------------------ | ------------------------------------ | ------------------------------------ | ------------------------------------ | ------------------------------------ | ------------------------------------ | ------------------------------------ |
| 1857                                 | 1869                                 | 1880                                 | 1890                                 | 1900                                 | 1910                                 | 1921                                 | 1931                                 | 1948                                 | 1953                                 | 1961                                 | 1971                                 | 1981                                 | 1991                                 | 2001                                 |
| 374                                  | 401                                  | 389                                  | 439                                  | 485                                  | 477                                  | 449                                  | 374                                  | 472                                  | 505                                  | 469                                  | 420                                  | 320                                  | 283                                  | 190                                  |